# Hamburg-Duvenstedt

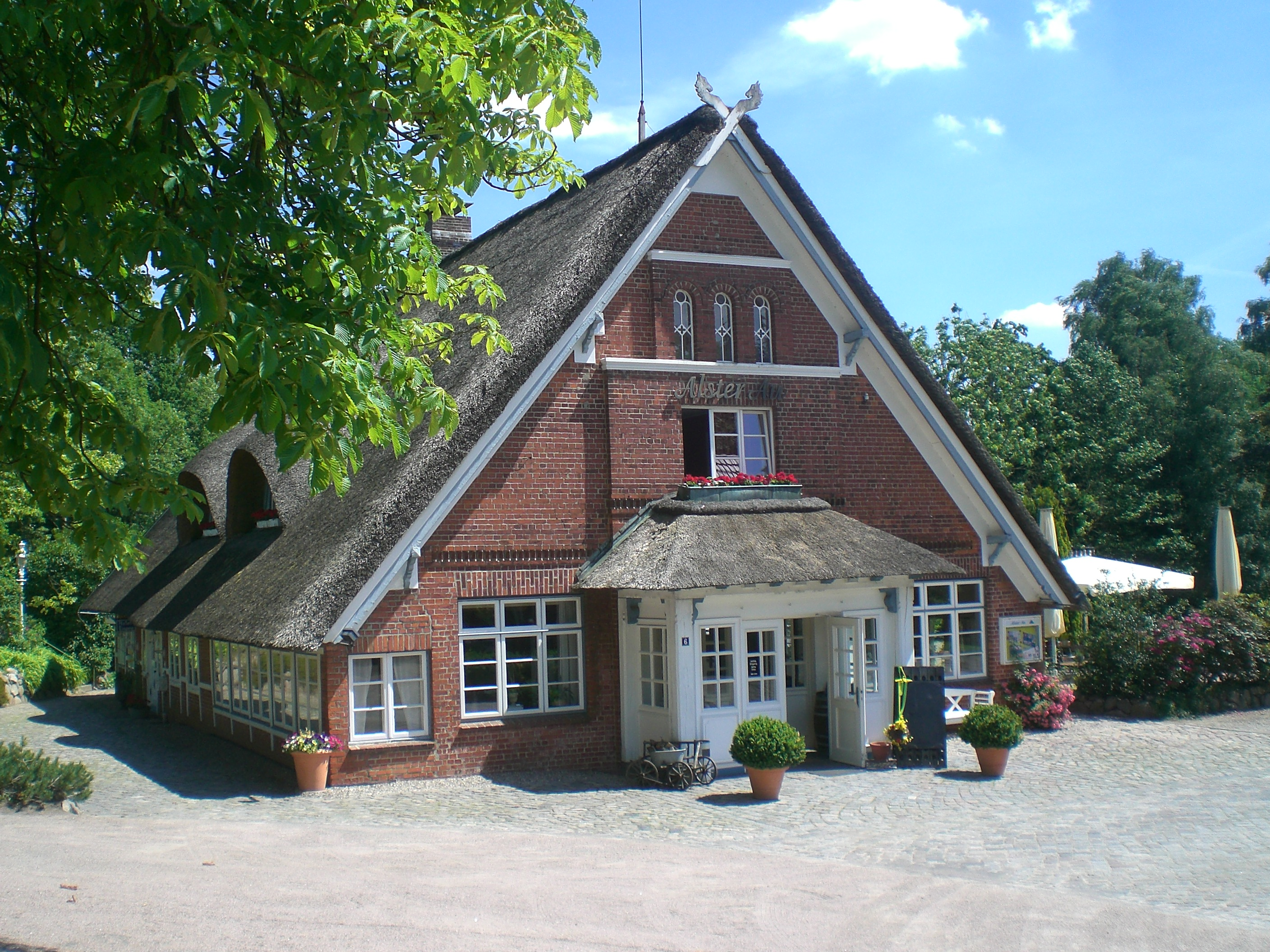
Duvenstedter Damm 6

 Duvenstedt  is een stadsdeel (‘’Stadtteil’’) van Hamburg in het district Hamburg-Wandsbek.

## Geografie
Duvenstedt ligt in het uiterste noorden van Hamburg en behoort tot de ‘Walddörfer”.
Het paalt in het oosten aan Wohldorf-Ohlstedt, in het zuiden aan  Lemsahl-Mellingstedt. In het westen en noorden paalt het aan de deelstaat Sleeswijk-Holstein, meer bepaald Norderstedt in de Kreis Segeberg en Tangstedt in de Kreis Stormarn.

## Geschiedenis
Duvenstedt werd voor het eerst vermeld in 1261. Het boerendorp was tienden verschuldigd aan het Domkapittel van Hamburg.
Het was van oorsprong een ’’runddorf’’.
In 1571 werd het dorp door de hertog van Lauenburg in pand gegeven aan dehertog van Hostein.
Van 1693 tot 1876 was het tot hand-en-spandiensten gehouden aan de heren van Tangstedt.
Bij de vastlegging van de Pruisische gemeenten in 1889 werd het ingedeeld bij de Kreis Stormarn. In 1938 werd het ingelijfd bij Hamburg.

## Bezienswaardigheden
- Duvenstedter Brook : beschermd natuurgebied

## Verkeer
Het dichtstbijzijnde station is het eindstation van de lijn U1 van de metro van Hamburg in Wohldorf-Ohlstedt.
De dichtstbijzijnde hoofdweg is de Bundesstraße 432 aan de noordzijde.